# Château d'eau de la Guérinière
Le château d'eau de la Guérinière est un château d'eau situé dans le quartier de la Guérinière à Caen. Grâce à ses 3 000 m3, il alimente en eau les quartiers de la Guérinière, de Vaucelles et de la Grâce de Dieu.
Le château d'eau a obtenu le label « Patrimoine du XXe siècle » et a fait l'objet d'une inscription au titre des monuments historiques le 10 août 2010. Cet arrêté d'inscription a été remplacé par l'arrêté de classement du 15 avril 2011.

## Histoire
Le château d'eau est construit entre 1955 et 1957 par l'ingénieur René Sarger sous la direction de l'architecte Guillaume Gillet. Il est mis en service en 1958.

## Architecture
L'architecte Guillaume Gillet en dessine les plans. L'édifice est posé sur une plate-forme en forme d'ellipse qui devait accueillir initialement un centre administratif et héberger un marché couvert. Actuellement, la base du bâtiment accueille un garage et le bureau de poste du quartier.